# 14100 Веєрштрасс
14100 Веєрштрасс (14100 Weierstrass) — астероїд головного поясу, відкритий 8 вересня 1997 року.
Тіссеранів параметр щодо Юпітера — 3,207.
Названо на честь Карла Веєрштрасса (нім. Karl Theodor Wilhelm Weierstraß, 1815 — 1897) — німецького математика.